# Plateau de Valensole
Náhorní plošina Valensole se nachází ve vnitrozemí Provence ve francouzském departementu Alpes-de-Haute-Provence v regionu Provence-Alpes-Côte d'Azur v průměrné nadmořské výšce 500 metrů a je jasně ohraničena ve tvaru lichoběžníku: severní stranu lemuje řeka Bléone, východní stranu řeka Durance, jižní stranu soutěsky Basses-Gorges du Verdon a jezero Lac de Sainte-Croix. Nakonec je náhorní plošina vymezena spojnicí vycházející z vesnice Mézel a směřující na jih k severnímu konci jezera Lac de Sainte-Croix. 
Náhorní plošinou Valensole protéká řeka Asse, která ji rozděluje na dvě nestejné části o celkové rozloze 800 km². Plateau de Valensole je rozsáhlá zemědělská rovina, která je pokryta levandulovými a obilnými poli, díky čemuž si vysloužila přezdívku "Grenier de la Provence". 

## Historie
Prehistorické a starověké památky svědčí o dlouhé historii osídlení náhorní plošiny. Archeologické naleziště, jako je jeskyně Baume Bonne v dolní části Basses-Gorges du Verdon, vydaly bohaté prehistorické dědictví.
Město Riez v srdci náhorní plošiny bylo bohatým římským městem zvaným Forum Reii. Náhorní plošinou procházely dvě Římské silnice. Město Riez se rozvinulo na jejich křižovatce a stalo se hospodářským centrem náhorní plošiny. Na louce u východu z dnešního města stojí čtyři sloupy, pozůstatky zaniklého římského chrámu. Gallo-římská civilizace však zanechala své stopy na celé náhorní plošině: termální lázně v Gréoux-les-Bains, milník v Saint-Martin-de-Brômes atd.).

## Galerie

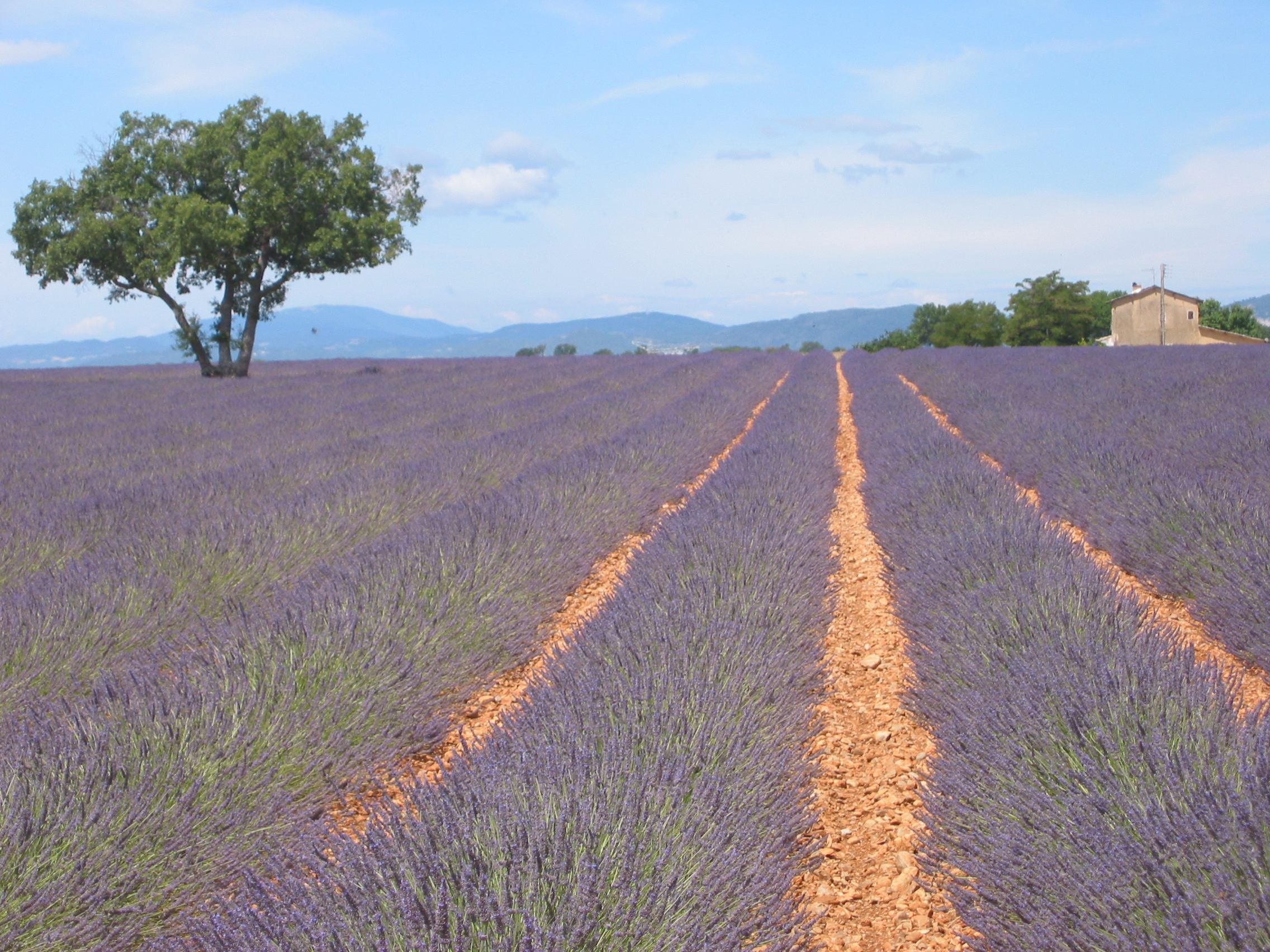
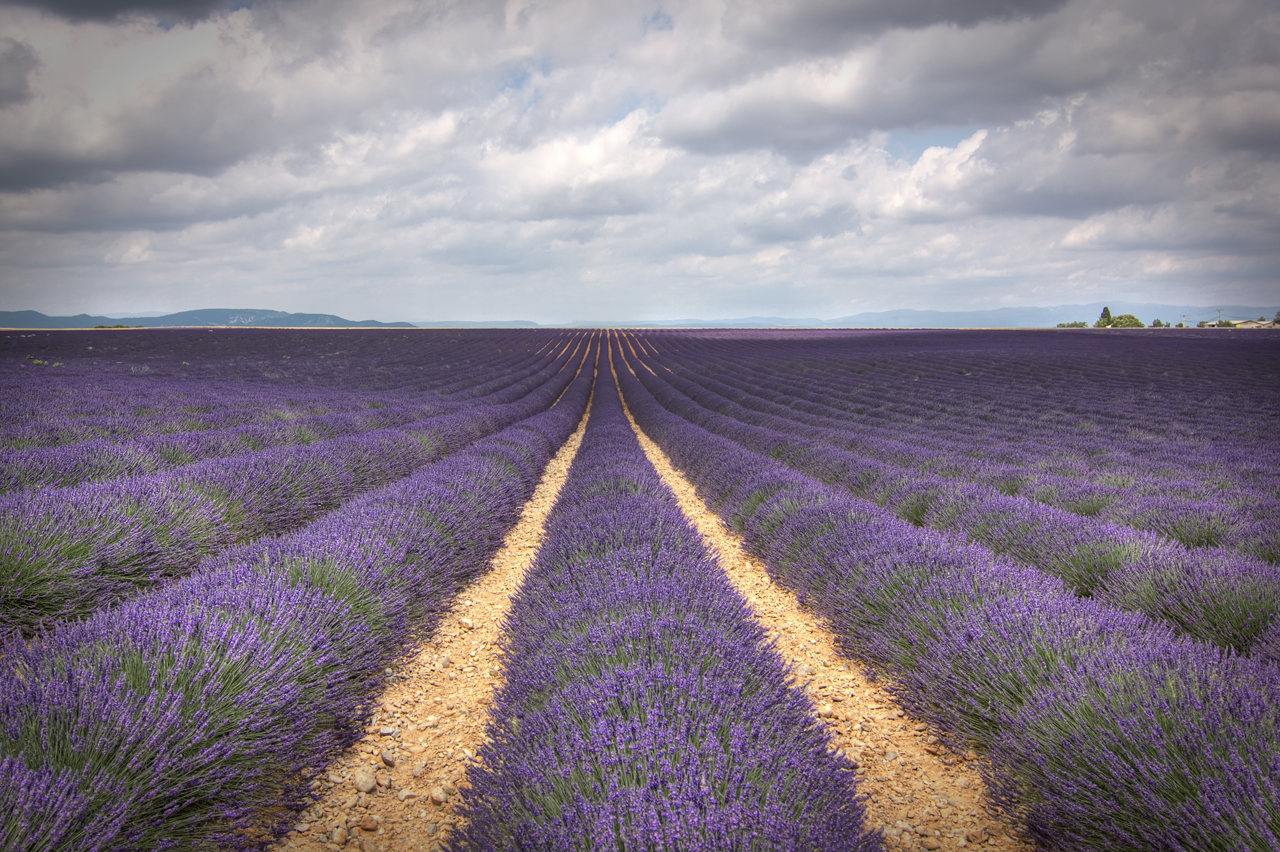
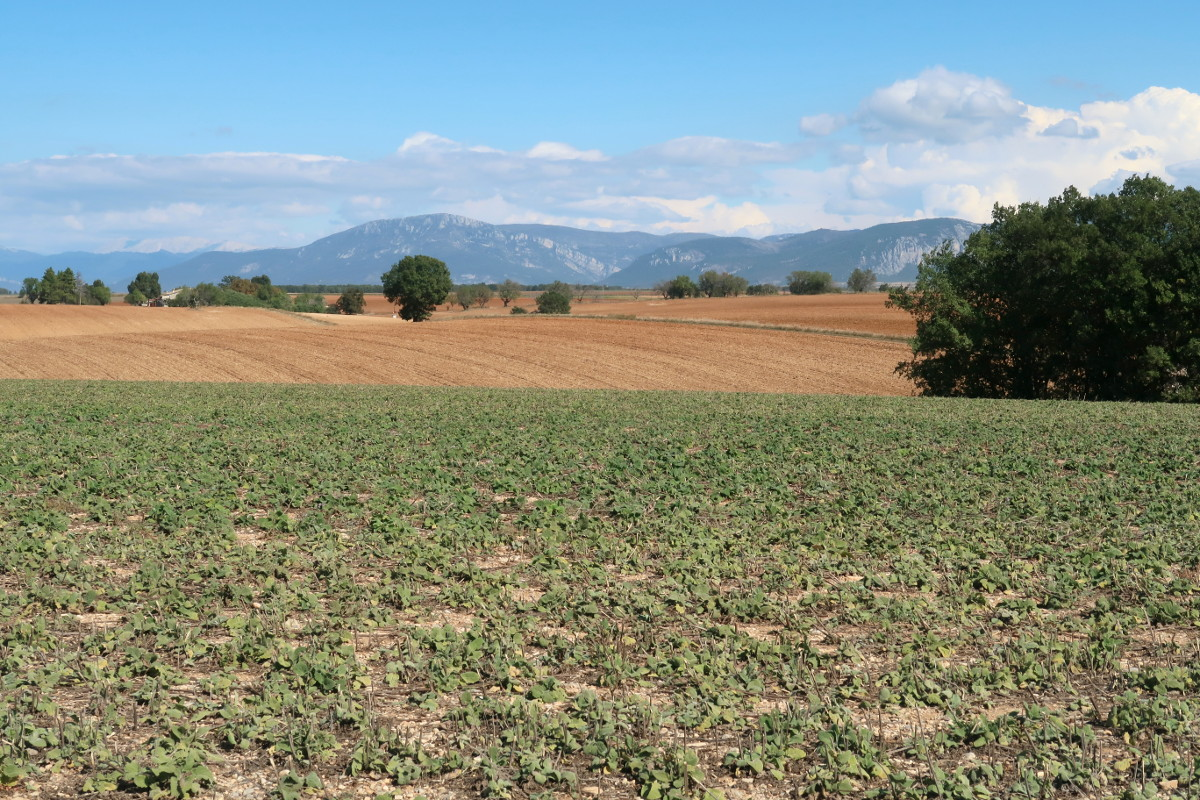
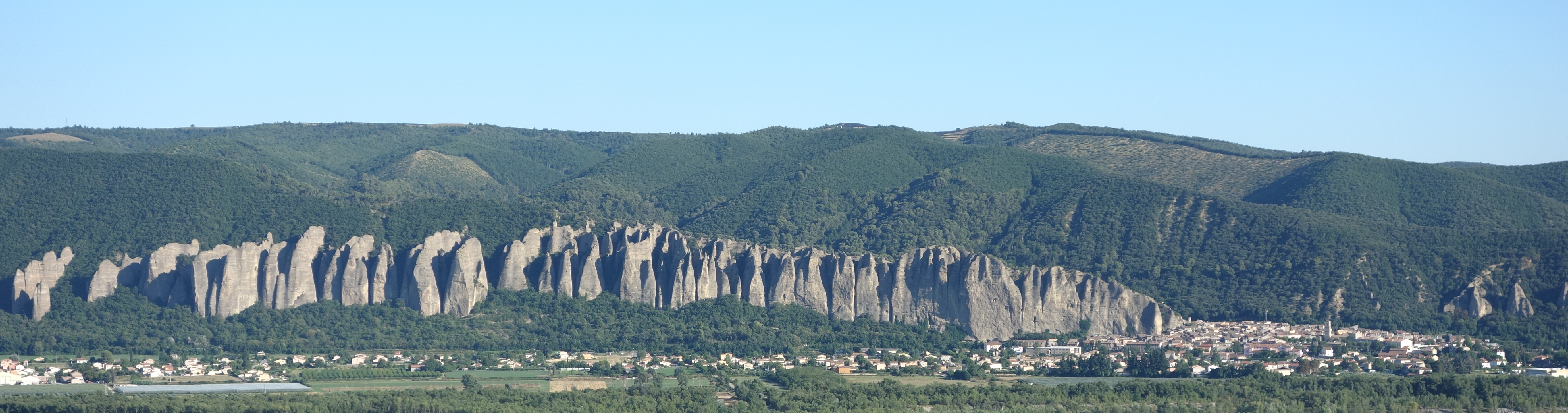
pohled na náhorní plošinu Valensole od vesnice Les Mées (vpravo) a skalních útvarů "Pénitents".